# Língua suíço-alemã

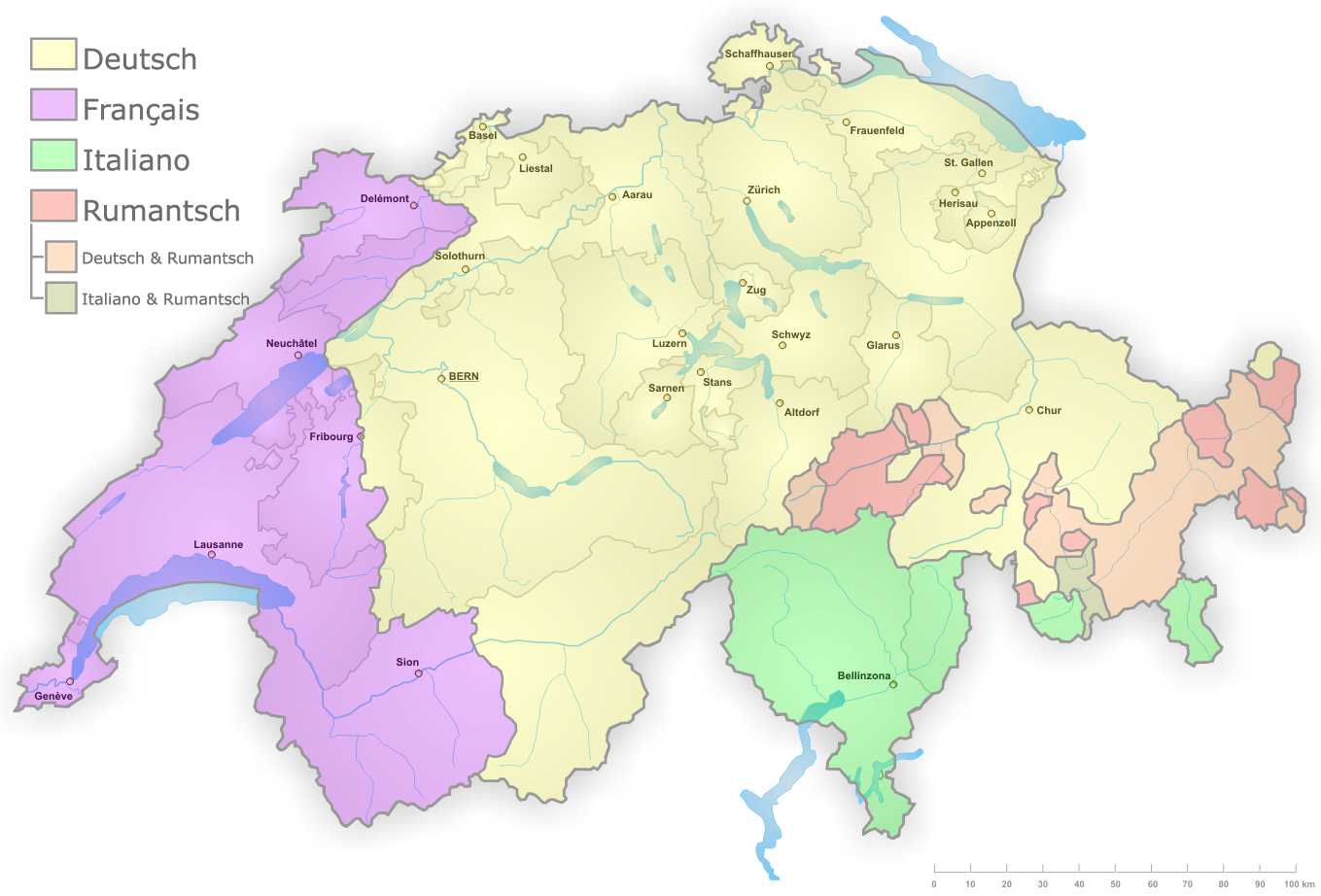
O teuto-suíço (em amarelo) é falado por cerca de 64% da população suíça.

Suíço-alemão (Schweizerdeutsch, Schwyzerdütsch, Schwiizerdütsch, Schwyzertütsch, pronúncia [ˈʃʋitsərˌd̥ytʃ]) é qualquer um dos dialetos alemânicos falados na Suíça, no Liechtenstein e nas zonas fronteiriças da Áustria. O termo Hochdeutsch (alemão clássico) ou Schriftdeutsch (alemão escrito) é, no contexto suíço, frequentemente reservado para o alemão oficial (padrão). O suíço-alemão tem pronúncia basicamente diferente do alemão da Alemanha e da Áustria. É uma língua do grupo de línguas alemânicas, parte das Línguas germânicas ocidentais.

## Falantes
Esse grupo dialetal é falado por cerca de 4,5 milhões de pessoas na própria Suíça, no Liechtenstein, na Áustria e ainda no Piemonte e no Vale de Aosta no norte da Itália.
A maioria dos suíços aprendem a falar o suíço-alemão em casa e na rua. Cada região da Suíça tem sua própria variação do dialeto suíço-alemão (mas sempre ancorados na variação alemânica do idioma alemão), mas os falantes conseguem se entender na maior parte das vezes. Exceções existem quando se trata de falantes de regiões ou vales remotos, que falam um dialeto mais particular, o que torna às vezes impossível a comunicação com outro suíço alemânico. No entanto, o alemão padrão é utilizado no ensino, na mídia, e assim como os debates no parlamento nacional. Muitos suíços-alemães consideram o alemão oficial quase como uma língua estrangeira.
Os suíços-alemães estão acostumados a falar este dialeto e até escrevê-lo, por exemplo em cartas não formais, correios eletrônicos, sms, etc. O fato de falar o dialeto não significa nenhuma inferioridade social ou educacional; os suíços alemânicos têm orgulho dos seus dialetos.
Um alemão do norte da Alemanha terá muita dificuldade em compreender qualquer dialeto suíço. Já um alemão do sul (Baden-Württemberg), ou mesmo um alsaciano, terá muito mais chances de compreender e manter uma conversa, pois seu dialeto também é alemânico. Falantes de alemão naturais das regiões germânicas do sul do Brasil geralmente não conseguem entender os dialetos teutões da Suíça.

## Escrita
A escrita do suíço-alemão apresenta a cinco vogais convencionais mais ä, ü, as vogais duplas ii, uu, üü; os ditongos äi, ej, öi, ou e o tritongo oue;
Apresenta todas as consoantes, embora o J funcione como vogal e somente em ej; O C nunca aparece isolado, mas como Ch e Ck; Não são usadas as letras Q e Y; Há os encontros consonantais Gg, Gh, Ph, Sch, St, Th;

## Variantes
O suíço-alemão é um “termo global” regional ou político, não uma real unidade linguística. Considerando-se todos os dialetos classificados como “alemão suíço”, há idiomas falados fora da Suíça que são mais próximos aos do país do que alguns dos outros dialetos suíços. As maiores divisões dentro do alemão suíço são alemão alemânico baixo, alto e muito alto. O baixo é falado somente nas áreas mais setentrionais da Suíça, na Basileia e nas imediações do lago de Constança. O alto é falado na meseta suíça, sendo subdividido em oriental e ocidental. O Mais Alto é falado nos Alpes suíços, ao sul, divisa com a Itália.
- Baixo Alemânico
  - Alemão de Basileia (BS & BL), muito similar à língua alsaciana
- Alto Alemânico
  - Ocidental
    - Alemão de Berna, na meseta suíça, Cantão de Berna. (BE)
    - dialetos do Cantão de Soleura (SO)
    - dialetos de Aargau (AG)
    - dialetos do Cantão de Lucerna (LU)
    - dialetos do Zug (ZG)

  - intermediário entre leste e oeste
    - Alemão de Zurique, no Cantão de Zurique (ZH)

  - Oriental
    - dialetos do Cantão de São Galo (SG)
    - dialetos do Cantão de Appenzell (AR & AI)
    - dialetos de Turgóvia (TG)
    - dialetos of Schaffhausen (SH)
    - dialetos de partes de  Grisões (GR)
- Mais Alto Alemânico
  - dialetos das partes falantes de língua alemã de Friburgo (FR).
  - dialetos do Oberland Bernês (BE)
  - dialetos de Unterwalden (UW) e de Uri (UR)
  - dialetos de Schwyz (SZ)
  - dialetos de Glarus (GL)
  - Alemão dos Walsers em partes de Valais (VS)
  - Alemão dos Walsers – como a migração dos Walsers, o Alemão Mais Alto se disseminou em bolsões em áreas que hoje são partes do nordeste da Itália, noroeste de Ticino (TI), partes dos Grisões, (GR), Liechtenstein e Vorarlberg.

## História
Assim como os dialetos alemânicos, o suíço-alemão não sofreu as mudanças fonéticas da Grande Mudança Vocálica (Great Vowel Shift) que afetaram os dialetos germânicos da Alemanha durante a Idade Média. As vogais do suíço-alemão são basicamente as mesmas do Alto alemão médio.
Exemplos:
| Dialeto de Zurique | Dialeto de Unterwalden | Alemão oficial | Tradução        |
| ------------------ | ---------------------- | -------------- | --------------- |
| [huːs]             | [huis]                 | [haus]         | casa            |
| [bruːn]            | [bruin]                | [braun]        | marrom/castanho |

A maioria dos dialetos suíço-alemães sofreram as mudanças consonantais ocorridas no Alto Alemão, isto é, não apenas o fonema t tornou-se [t͡s] ou [s] e p [p͡f] ou [f] como também k tornou-se [k͡x] ou [x]. A maioria dos dialetos suíços apresentam [x] ou [k͡x] iniciais, ao invés de k. Há no entanto exceções, como nos dialetos de Chur e Basileia.
Exemplos:
| Alto Alemânico  | Baixo Alemânico | Alemão oficial | tradução     |
| --------------- | --------------- | -------------- | ------------ |
| [ˈxaʃtə]        | [ˈkʰaʃtə]       | [ˈkʰastən]     | baú ou caixa |
| [k͡xaˈri(ː)b̥ik͡x] | [kʰaˈriːbikʰ]   | [kʰaˈriːbɪk]   | Caribe       |

### Exemplos no léxico
Por comparação, alguns exemplos entre o alemão padrão e o suíço:
| Português          | Alemão                       | Suíço-alemão                                              |
| ------------------ | ---------------------------- | --------------------------------------------------------- |
| nós                | wir                          | mir / mer                                                 |
| nós temos          | wir haben                    | mir hend / mer hei                                        |
| a gata             | die Katze                    | d'Chatz                                                   |
| alemão             | Deutsch                      | Dütsch / Tüütsch                                          |
| a maçã             | der Apfel                    | de Öpfel / dr Épfl                                        |
| a batata           | die Kartoffel                | de Härdöpfel / dr Herdöpfl (compare austríaco "Erdapfel") |
| a bicicleta        | das Fahrrad                  | s'Velo (do francês "Vélo")                                |
| cheirar            | riechen                      | schmöcke                                                  |
| ouvir              | hören                        | lose                                                      |
| Terça-feira        | Dienstag                     | Ziischtig / Zischti                                       |
| Descrição          | Beschreibung                 | Beschriibig                                               |
| Eu estive          | Ich war (ou Ich bin gewesen) | ich bi gsii / ech be(n) gsee / i bi gsi                   |
| O que ela me disse | das, was sie mir gesagt hat  | das wo sie mir gseit het                                  |

### Amostra de texto
Alli Mönshe send frey ond geboore met gliicher Wörd ond gliiche Rächt. Si send xägnet met Vernonft ond Gwösse ond sölled enand e brüederlechem Gäisht begägne. (em dialeto de Lucerna)
Português'
Todos os seres humanos nascem livres e iguais em dignidade e direitos. São dotados de razão e consciência e devem agir em relação uns aos outros com espírito de fraternidade. (Artigo 1º - Declaração Universal dos Direitos Humanos)